# Onarga (Illinois)
Onarga es una villa ubicada en el condado de Iroquois en el estado estadounidense de Illinois. En el Censo de 2010 tenía una población de 1368 habitantes y una densidad poblacional de 397,73 personas por km².

## Geografía
Onarga se encuentra ubicada en las coordenadas 40°42′54″N 88°0′27″O / 40.71500, -88.00750. Según la Oficina del Censo de los Estados Unidos, Onarga tiene una superficie total de 3.44 km², de la cual 3.44 km² corresponden a tierra firme y (0%) 0 km² es agua.

## Demografía
Según el censo de 2010, había 1368 personas residiendo en Onarga. La densidad de población era de 397,73 hab./km². De los 1368 habitantes, Onarga estaba compuesto por el 73.03% blancos, el 1.54% eran afroamericanos, el 0.51% eran amerindios, el 0.15% eran asiáticos, el % eran isleños del Pacífico, el 22.22% eran de otras razas y el 2.56% pertenecían a dos o más razas. Del total de la población el 39.69% eran hispanos o latinos de cualquier raza.